# Joël Monteiro
Joël Almada Monteiro, né le 5 août 1999 à Sion en Suisse, est un footballeur international suisse qui évolue au poste de milieu de terrain ou d'attaquant au BSC Young Boys.

## Biographie
Joël Monteiro naît le 5 août 1999 à Sion de parents cap-verdiens. Il est naturalisé suisse en mai 2024.
Il possède également la nationalité portugaise.
Son frère, Elton Monteiro, et son cousin, Gelson Fernandes sont également footballeurs professionnels.

## Carrière

### Carrière en club
Joël Monteiro dispute ses premiers matchs professionnels en 2020 avec le FC Lausanne-Sport. 
En février 2021, il signe au BSC Young Boys, et est directement prêté au Stade Lausanne Ouchy pour la fin de la saison. En novembre 2023, il prolonge son contrat au club jusqu'à l'été 2026.
En Modèle:Mars 2025, il souffre d'une déchirure ligamentaire du pied gauche suite à une faute adverse lors de la victoire 1-0 contre Saint-Gall samedi. La blessure est traitée de manière conservatrice, il n’a pas besoin d’opération chirurgicale. La durée de son absence dépend du processus de guérison.

### En sélection
Il est présélectionné pour l'Euro 2024 par Murat Yakın mais n'est pas retenu pour le tournoi final car insuffisamment remis d'une blessure à la cheville.
Il fête sa première sélection en septembre 2024 en rentrant en jeu en fin de match face à l'Espagne (défaite 1-4). Il inscrit son premier but pour la Suisse lors de sa quatrième sélection, face à cette même équipe d'Espagne, en novembre 2024.

#### Statistiques
| Années                | Sélection             | Phases finales        | Phases finales | Phases finales | Phases finales | Éliminatoires | Éliminatoires | Éliminatoires | Éliminatoires | Amicaux | Amicaux | Amicaux | Autres compétitions | Autres compétitions | Autres compétitions | Autres compétitions | Total | Total | Total |
| Années                | Sélection             | Comp.                 | M.             | B.             | P.d.           | Comp.         | M.            | B.            | P.d.          | M.      | B.      | P.d.    | Comp.               | M.                  | B.                  | P.d.                | M.    | B.    | P.d.  |
| --------------------- | --------------------- | --------------------- | -------------- | -------------- | -------------- | ------------- | ------------- | ------------- | ------------- | ------- | ------- | ------- | ------------------- | ------------------- | ------------------- | ------------------- | ----- | ----- | ----- |
| 2024                  | Suisse                | Euro 2024             | -              | -              | -              | -             | -             | -             | -             | 0       | 0       | 0       | LdN                 | 4                   | 1                   | 0                   | 4     | 1     | 0     |
| 2025                  | Suisse                | -                     | -              | -              | -              | Mondial 2026  | -             | -             | -             | 0       | 0       | 0       | -                   | -                   | -                   | -                   | 0     | 0     | 0     |
| Total sur la carrière | Total sur la carrière | Total sur la carrière | 0              | 0              | 0              | -             | 0             | 0             | 0             | 0       | 0       | 0       | -                   | 4                   | 1                   | 0                   | 4     | 1     | 0     |

## Palmarès
BSC Young Boys
- Championnat de Suisse (2) :
  - Champion en 2022-2023 et en 2023-2024.
- Coupe de Suisse (1) :
  - Vainqueur en 2022-2023.